# Mountain Hardwear
Mountain Hardwear，简称MHW，是一家总部位于美国加利福尼亚的公司，主要产品包括户外服装、背包、睡袋以及帐篷。2003年，哥伦比亚运动服装公司以3000多万美元的价格收购。
1993年，一些户外爱好者组建了Mountain Hardwear公司，这些人包括Jack Gilbert、Paul Kramer、Mike Wallenfels、Paige Boucher、Ingrid Harshbarger、Clareanne Knittel、Roberta Hernandez以及Alan Tabor。新成立的公司将新技术应用于生产线，并赞助了登山运动员Ed Viesturs攀登14座8000米以上雪山，Ed成为第一个完成此计划的美国人，此后Ed继续在MHW公司工作，开发新产品。
MHW公司在全球设有约35个代理机构，包括加拿大、亚洲、南非、澳洲等地区。